# Zülow
Zülow település Németországban, Mecklenburg-Elő-Pomeránia tartományban. Lakosainak száma 126 fő (2023. december 31.).

## Népesség
A település népességének változása:
| Lakosok száma | 147  | 152  | 139  | 135  | 126  |
|               | 2017 | 2019 | 2021 | 2022 | 2023 |